# بی‌تعصب بشنو جلد ۱
«بی‌تعصب بشنو جلد ۱» (انگلیسی: Listen Without Prejudice Vol. 1) آلبومی از هنرمند اهل بریتانیا جرج مایکل است که در سال ۱۹۹۰ میلادی منتشر شد.